# 클레오네시우 카를루스 다 시우바
클레오네시우 카를루스 다 시우바(포르투갈어: Cleonésio Carlos da Silva, 1979년 8월 23일 ~ )는 셀미르로 불리는 브라질의 축구 선수이다. K리그 시절 등록명은 다실바였다.

## 축구인 경력

### 클럽 경력
포항 스틸러스, 부산 아이파크, 제주 유나이티드 이렇게 총 3개 클럽에서 활약하였다.